# 遷喬館
遷喬館は
1. 芝村藩の藩校。
2. 岐阜県岐阜県第一中学校（岐阜県岐阜中学校→岐阜県立岐阜高等学校と改称）の前身。
3. 岩槻藩士の児玉南柯の私塾。以下に記す。

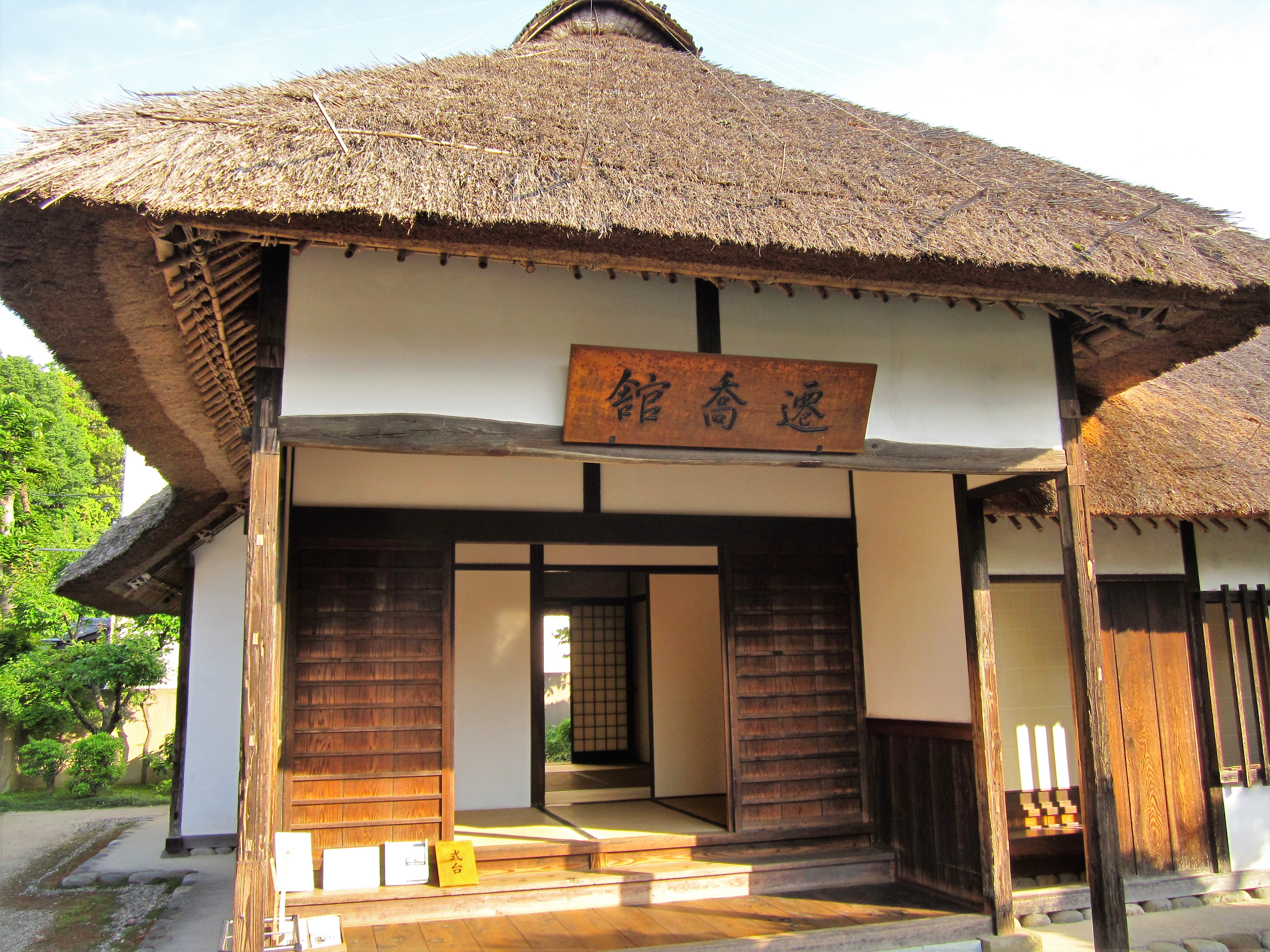
遷喬館

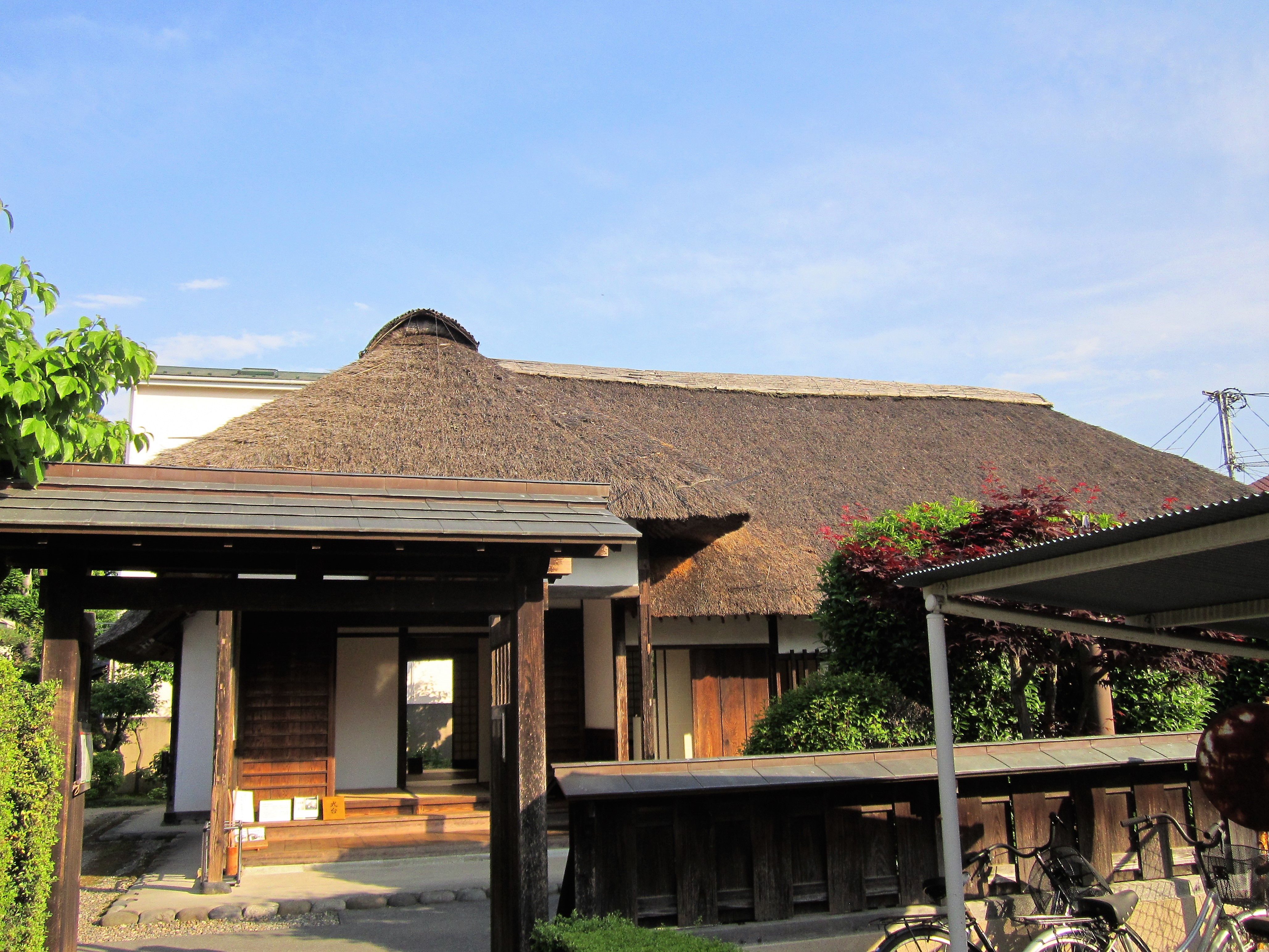
遷喬館全景

遷喬館（せんきょうかん）は、武蔵国埼玉郡岩槻（埼玉県さいたま市岩槻区本町）にあった私塾で、後に岩槻藩の藩校。

## 概要
「岩槻に 過ぎたるものが 二つある 児玉南柯と 時の鐘」と謳われた。遷喬館（せんきょうかん）の名は中国古典の詩経の「出自幽谷　遷于喬木」に由来する。遷喬館の扁額は岩槻藩（大岡家）第5代藩主・大岡忠正の実兄にあたる八田藩第3代藩主加納久慎が大書したものである。建物は武家屋敷を利用したものであり、木造平屋建て、茅葺屋根。15畳と9畳の教場が備えられている。寛政11年（1799年）に岩槻藩士の儒学者児玉南柯が私塾として遷喬館を開き、1805年から1811年ごろに岩槻藩の藩校となり、「勤学所」と改名。1814年に学舎を修理し（現・遷喬館）、1869年、明治維新によって廃止された。昭和14年（1939年）に埼玉県の史跡に指定され、1956年に当時の所有者から土地と建物が岩槻市に寄贈されたのを機に、昭和の改修が行われる。そして、1998年度から1999年度に史跡保存管理のためのデータ収集や保存管理計画を策定。建物の傷みが激しいため、平成15年（2003年）から平成17年（2005年）にかけて、全面解体修理を実施、地下の遺構に影響が及ばないように修理工法を検討、発掘調査や残された木材の加工跡などを検証、藩校当時の状態に近づけるために復元を行う。そして2006年5月1日、さいたま市立岩槻郷土資料館の付属施設として開館記念式典が行われ一般公開されている。

## 備考
- 休館日は月曜日。
- 開館時間は午前9時から午後4時30分
- 埼玉県さいたま市岩槻区本町4-8-9
- 東武野田線岩槻駅より徒歩7分